# 2010년 한국시리즈
2010 CJ 마구마구 프로 야구 한국시리즈는 10월 15일부터 10월 19일까지 SK 와이번스와 삼성 라이온즈 간의 7전 4선승제로 열렸으며, SK 와이번스가 4전 전승으로 스윕하며 세 번째 우승을 차지하였다. 시리즈 MVP는 타율 0.357 1홈런 6타점을 기록한 SK 와이번스의 박정권이 수상했다.
한편, 2004년 시즌 후 5년 계약 형식으로 삼성 감독에 부임한 선동열 감독은 2번의 한국시리즈 우승(2005~06년)과 2008년까지 팀을 12년 연속 포스트시즌에 진출시키는 등 지도력을 인정받아 2009년 시즌 뒤 5년 재계약했으나 해당 시리즈에서 스윕을 당한 탓인지 계약기간을 4년 남겨둔 채 물러났으며 이에 앞서  1988년 11월 15일부터 3년 계약 형식으로 삼성 감독에 부임한 정동진 감독은  쓸만한 좌완 선발투수가 성준 밖에 없어 윤덕규 김상훈 등 좌타자가 대거 포진한  LG 트윈스에게 1990년 한국시리즈에서 스윕을 당한 것 외에도  사생활 문제로 물의를 일으켰던 황규봉 1군 투수코치의 2군행을 요구한 편송언 사장과의 마찰 탓인지 계약기간을 1년 남겨둔 채 1990년 시즌 후 물러났는데 1990년 한국시리즈 당시 LG 감독이었던 백인천을 정동진이  박영길 감독의 삼성  후임 감독으로 추천했지만 구단의 반대로 무산됐고 황규봉 코치는 1989년 말 외국 유학을 떠나면서 구단과 작별했으며 그 이후 프로야구계와 인연을 끊었고 은퇴 후 개인사업을 했으나 잇따른 사업 실패 때문에  가족과의 불화가 겹쳐 부산에서 홀로 지낸 데다 경상중학교 때부터 같이 선수 생활을 한 이선희 외엔  대부분의 야구계 인사들과도 연락을 끊었으며 이 와중에 병을 키워 허리가 너무 아파 2015년 11월 중순 병원을 찾은 결과 대장암 말기 판정을 받았고  결국 2016년 1월 18일 별세했는데 황규봉 전 코치의 빈소를 찾은 야구인은 드물기도 했다.

## 정규 시즌
| 순위 | 구단          | 경기수 | 승 | 무 | 패 | 승률  | 승차 |
| ---- | ------------- | ------ | -- | -- | -- | ----- | ---- |
| 1    | SK 와이번스   | 133    | 84 | 2  | 47 | 0.632 | 0.0  |
| 2    | 삼성 라이온즈 | 133    | 79 | 2  | 52 | 0.594 | 5.0  |
| 3    | 두산 베어스   | 133    | 73 | 3  | 57 | 0.549 | 11.0 |
| 4    | 롯데 자이언츠 | 133    | 69 | 3  | 61 | 0.519 | 15.0 |
| 5    | KIA 타이거즈  | 133    | 59 | 0  | 74 | 0.444 | 25.0 |
| 6    | LG 트윈스     | 133    | 57 | 5  | 71 | 0.429 | 27.0 |
| 7    | 넥센 히어로즈 | 133    | 52 | 3  | 78 | 0.391 | 32.0 |
| 8    | 한화 이글스   | 133    | 49 | 2  | 82 | 0.368 | 35.0 |

정규 시즌에서 각각 1, 2, 3, 4위를 차지한 SK, 삼성, 두산, 롯데가 포스트시즌에 진출하게 되었다.
2010년 정규 시즌에서는 다승제가 적용되었으며 승률=승리수/경기수였다.

## 플레이오프 결과
|               | 승리팀              | 경기 결과 | 상대팀              |
| ------------- | ------------------- | --------- | ------------------- |
| 준 플레이오프 | 두산 베어스 (3위)   | 3 - 2     | 롯데 자이언츠 (4위) |
| 플레이오프    | 삼성 라이온즈 (2위) | 3 - 2     | 두산 베어스 (3위)   |

### 준 플레이오프
준 플레이오프에서는 3위 두산 베어스와 3년 연속 포스트시즌 진출에 성공한 4위 롯데 자이언츠가 2009년에 이어 다시 만나 5전 3선승제의 승부를 펼쳤다. 1,2차전을 롯데 자이언츠가 내리 이겼으나 이후 3차전에서 한 점차 승리한 것을 시작으로, 4, 5차전에서 두산이 두 게임을 모두 11-4로 승리를 거두며 역스윕으로 롯데를 꺾고 플레이오프에 진출하는 데 성공했다. 시리즈 MVP는 4,5 차전에서 주전 포수로 나서 맹활약한 두산의 용덕한이 차지했다.

### 플레이오프
플레이오프에서는 2위 삼성 라이온즈와 준 플레이오프 승자인 3위 두산 베어스가 한국시리즈 진출을 놓고 겨뤘는데, 매 경기 1점차 접전이 펼쳐진 명승부 끝에 5차전에서 연장 11회말, 박석민의 땅볼을 손시헌이 놓치면서 결승 타점이 되면서 한명재 MBC SPORTS+ 캐스터 멘트와 함께 6:5로 삼성이 승리하며 시리즈 전적 3승 2패로 삼성 라이온즈가 극적으로 한국시리즈 진출에 성공했다. 시리즈 MVP는 1차전 결승 3점포를 포함하여 플레이오프 내내 맹활약한 박한이에게 돌아갔다.

## 출전 선수 명단

### SK 와이번스
- 감독 - 김성근
- 코치 - 이만수, 김정준, 이광길, 김태균, 최일언, 가토, 세리자와, 세키가와
- 투수 - 김광현, 정대현, 송은범, 정우람, 전병두, 이승호, 이승호 (20), 엄정욱, 문광은, 카도쿠라, 글로버 (11명)
- 포수 - 박경완, 정상호 (2명)
- 내야수 - 이호준, 김연훈, 나주환, 박정권, 정근우, 최정, 박정환 (7명)
- 외야수 - 박재홍, 김재현, 조동화, 박재상, 김강민, 안치용 (6명)

### 삼성 라이온즈
- 감독 - 선동열
- 코치 - 장태수, 김평호, 류중일, 정회열, 김태한, 김재걸, 오치아이, 타네다
- 투수 - 정현욱, 권오준, 이우선, 배영수, 장원삼, 안지만, 차우찬, 정인욱, 구자운, 오승환, 권혁, 레딩 (12명)
- 포수 - 진갑용, 현재윤 (2명)
- 내야수 - 박진만, 신명철, 강명구, 조영훈, 조동찬, 채태인, 박석민, 김상수 (8명)
- 외야수 - 강봉규, 박한이, 최형우, 이영욱 (4명)

## 경기 기록
| 일시                                                              | 경기  | 원정팀(선공)  | 스코어 | 홈팀(후공)    | 개최 구장             | 개시 시각 | 관중수   | 경기 MVP             |
| ----------------------------------------------------------------- | ----- | ------------- | ------ | ------------- | --------------------- | --------- | -------- | -------------------- |
| 10월 15일(금)                                                     | 1차전 | 삼성 라이온즈 | 5 - 9  | SK 와이번스   | 인천SSG랜더스필드     | 18시 00분 | 28,000명 | 김재현 (SK 와이번스) |
| 10월 16일(토)                                                     | 2차전 | 삼성 라이온즈 | 1 - 4  | SK 와이번스   | 인천SSG랜더스필드     | 14시 00분 | 28,000명 | 최정 (SK 와이번스)   |
| 10월 18일(월)                                                     | 3차전 | SK 와이번스   | 4 - 2  | 삼성 라이온즈 | 대구시민운동장 야구장 | 18시 00분 | 10,000명 | 이승호 (SK 와이번스) |
| 10월 19일(화)                                                     | 4차전 | SK 와이번스   | 4 - 2  | 삼성 라이온즈 | 대구시민운동장 야구장 | 18시 00분 | 10,000명 | 글로버 (SK 와이번스) |
| 우승 : SK 와이번스 (3번째), 한국시리즈 MVP : 박정권 (SK 와이번스) |       |               |        |               |                       |           |          |                      |

## 한국시리즈 경기 결과

### 1차전
10월 15일 - 인천SSG랜더스필드
| 팀 | 1 | 2 | 3 | 4 | 5 | 6 | 7 | 8 | 9 | R | H  | E | B |
| 삼성 라이온즈 | 0 | 0 | 0 | 0 | 3 | 1 | 0 | 1 | 0 | 5 | 5  | 1 | 6 |
| SK 와이번스 ◄ | 1 | 0 | 1 | 0 | 3 | 4 | 0 | 0 | X | 9 | 11 | 0 | 8 |
| 승리 투수: 정우람 패전 투수: 권혁 세이브: 없음 홀드: 없음 홈런: 삼성 – 강봉규 (정우람 상대로 6회 1점), 박석민 (정대현 상대로 8회 1점) SK – 박정권 (이우선 상대로 6회 2점) |   |   |   |   |   |   |   |   |   |   |    |   |   |

- 애국가 : 가수 김윤아 (자우림 메인보컬)
- 시구 : 박진석, 최정윤 (SK 와이번스 팬)
- 1차전 MVP: SK 김재현 - 3타수 2안타, 3타점
- SK 와이번스 한국시리즈 한 경기 최다 탈삼진: 16개
- SK 김광현 한국시리즈 최다 연속 타자 탈삼진: 6타자 연속 탈삼진
- SK 김성근 감독 생애 첫 한국시리즈 1차전 승리

1차전 선발 투수로 SK는 김광현이, 삼성은 팀 레딩이 각각 등판하였다.
첫판부터 거듭된 역전극이 펼쳐졌다. SK 선발 김광현이 1회부터 3회에 걸쳐 6타자 연속 탈삼진을 기록하는 동안 SK는 1회말에 정근우의 낫아웃 출루, 박정권의 내야 안타 이후 이호준의 중견수 앞 적시타로 선취점을 뽑았고, 3회말에는 나주환의 중견수 앞 안타, 박재상의 힛바이 피치드 볼로 맞이한 1사 1,3루 상황에서 박정권의 희생플라이로 2-0으로 앞서 나갔다.
이에 삼성은 5회초 공격에서 진갑용의 볼넷, 신명철의 좌중간 2루타, 강봉규의 볼넷으로 만든 무사 만루에서 이영욱의 희생플라이로 1점을 따라붙었다. 그 후 김광현의 폭투와 박한이의 적시타로 2점을 추가, 3-2 역전에 성공하였다.
곧바로 SK는 5회말에서 정근우, 박재상의 연속 볼넷, 최정의 내야 안타 이후 맞이한 2사 만루 상황에서 박재홍의 밀어내기 볼넷과 김재현의 2타점 좌익수 앞 적시타로 3점을 내며 5-3 역전에 성공하였다. 다시 삼성이 6회초 강봉규의 솔로 홈런으로 다시 1점차 추격에 나섰지만, SK는 6회말 공격에서 정근우의 우익수 앞 안타 이후 박재상의 적시 2루타로 6-4까지 달아나고 박정권이 오른쪽 담장을 넘기는 2점 홈런을 기록하며 8-4로 달아난 후 최정의 좌익수 앞 안타, 조동화의 힛바이 피치드볼로 주자를 놓은 뒤 다시 김재현이 우익수 앞 1타점 적시타를 기록하였다. 결국 SK는 4점을 내면서 9-4로 사실상 승부에 쐐기를 박았다. 삼성은 8회초 박석민이 가운데 담장을 넘어가는 1점 홈런을 쳤으나 승패와는 관계없었다.

### 2차전
10월 16일 - 인천SSG랜더스필드
| 팀 | 1 | 2 | 3 | 4 | 5 | 6 | 7 | 8 | 9 | R | H | E | B |
| 삼성 라이온즈 | 0 | 1 | 0 | 0 | 0 | 0 | 0 | 0 | 0 | 1 | 5 | 0 | 7 |
| SK 와이번스 ◄ | 0 | 0 | 0 | 2 | 0 | 1 | 0 | 1 | X | 4 | 9 | 0 | 7 |
| 승리 투수: 전병두 패전 투수: 차우찬 세이브: 송은범 홀드: 이승호, 정대현 홈런: SK – 최정 (차우찬 상대로 4회 2점, 6회 1점), 박경완 (권혁 상대로 8회 1점) |   |   |   |   |   |   |   |   |   |   |   |   |   |

- 애국가 : 라 스페란자 (4인조 남성 팝페라 그룹)
- 시구 : 송영길 인천광역시장
- 2차전 MVP: SK 최정 - 3타수 3안타, 2홈런, 3타점, 2득점
- SK 최정 한국시리즈 통산 5호 연타석 홈런
- SK 박경완 포스트 시즌 최고령 홈런: 만 38세 3개월 5일

2차전 선발 투수로 SK는 이승호(37)가, 삼성은 차우찬이 각각 등판하였다.
기선은 삼성이 먼저 제압했다. 2회초 2사 상황에서 조동찬과 진갑용의 볼넷으로 주자를 놓았고, SK가 투수를 이승호를 전병두로 교체한 후 이영욱이 좌중간 적시타를 터뜨리며 1점을 먼저 따냈다. 그리고 선발 투수 차우찬은 정규 시즌 SK에 강한 면모를 다시 발휘하며 호투하였다.
그러나 4회말에 SK는 선두 타자 이호준이 볼넷으로 출루한 뒤, 다음 타자 최정이 왼쪽 담장을 넘기는 2점 홈런(비거리 120m)을 터뜨리며 역전하였다. 최정은 다음 타석인 6회말에서 선두 타자로 나와 차우찬의 2구를 통타하여 또 한번 왼쪽 담장을 넘기는 1점 홈런(비거리 110m)을 뽑아냈다. 8회에는 박경완이 바뀐 투수 권혁을 상대로 왼쪽 담장을 넘기는 1점 홈런(비거리 115m)을 터뜨려 승부에 쐐기를 박았다.

### 3차전
10월 18일 - 대구시민운동장 야구장
| 팀                                                                              | 1 | 2 | 3 | 4 | 5 | 6 | 7 | 8 | 9 | R | H | E | B |
| SK 와이번스 ◄                                                                   | 2 | 0 | 0 | 0 | 0 | 0 | 0 | 2 | 0 | 4 | 8 | 0 | 4 |
| 삼성 라이온즈                                                                   | 1 | 0 | 0 | 0 | 0 | 0 | 0 | 0 | 1 | 2 | 7 | 0 | 7 |
| 승리 투수: 이승호 패전 투수: 배영수 세이브: 이승호 홀드: 전병두, 정우람, 송은범 |   |   |   |   |   |   |   |   |   |   |   |   |   |

- 애국가 : 전제덕 (하모니카 연주자)
- 시구 : 탤런트 박민영
- 3차전 MVP: 이승호 - 2 ⅓이닝 무실점, 2탈삼진

3차전 선발 투수로 SK는 가도쿠라 겐이, 삼성은 배영수가 각각 등판하였다.
1회초부터 SK는 선두 타자 정근우가 중견수 앞 안타를, 박정권이 내야 안타로 출루하면서 1사 주자 1,3루를 만들었고 다음 타자 이호준이 1루수 땅볼을 쳤으나 3루 주자 정근우가 홈인하면서 선취점을 땄고, 최정의 힛바이 피치드볼, 김강민의 중견수 앞 안타로 2사 주자 만루 상황이 된 후 김재현의 밀어내기 볼넷으로 2-0을 만들었다.
곧바로 이어진 1회말에서 삼성은 이영욱의 힛바이 피치드볼, 조동찬의 볼넷 이후 1사 주자 2,3루 상황이 되었고 최형우가 좌익수 희생 플라이를 기록하며 1점을 만회하였다.
이후 삼성은 배영수가 내려가고 정현욱이 무실점으로 호투하였고, SK 또한 가도쿠라 겐이 내려가고 이승호, 전병두, 정우람으로 이어지는 계투진을 가동하며 무실점으로 호투하였다. 하지만 8회초 SK는 박재상이 좌익수 앞 안타를 치고 나간 상황에서 박정권이 중월 1타점 2루타를 기록하며 3-1로 점수 차이를 벌여 놓았다. 뒤이어 조동화의 희생 번트로 1사 주자 3루 상황을 만들었고, 다음 타자 최정이 우익수 희생 플라이를 기록하며 3루 주자가 홈인, 4-1까지 달아났다.
9회말 삼성은 조영훈의 좌익수 앞 안타, 현재윤의 중견수 앞 안타, 박진만의 볼넷으로 맞이한 1사 만루 상황에서 SK 투수 송은범이 폭투를 하는 바람에 3루 주자가 홈인하며 4-2까지 따라붙었으나 후속 타자들이 삼진으로 물러났다. 이로써 SK는 한국시리즈 우승까지 1승만을 남겨놓게 되었다.

### 4차전
10월 19일 - 대구시민운동장 야구장
| 팀                                                 | 1 | 2 | 3 | 4 | 5 | 6 | 7 | 8 | 9 | R | H | E | B |
| SK 와이번스 ◄                                      | 0 | 0 | 0 | 3 | 0 | 1 | 0 | 0 | 0 | 4 | 8 | 2 | 4 |
| 삼성 라이온즈                                      | 0 | 0 | 0 | 0 | 0 | 0 | 0 | 1 | 1 | 2 | 5 | 0 | 7 |
| 승리 투수: 전병두 패전 투수: 장원삼 세이브: 김광현 |   |   |   |   |   |   |   |   |   |   |   |   |   |

- 애국가 : 성악가 김형애 (동아대학교 교수)
- 시구 : 이인중 (대구상공회의소 회장)
- 4차전 MVP: SK 게리 글로버 - 4이닝 무실점, 1피안타, 1볼넷
- 한국시리즈 MVP : SK 박정권 - 14타수 5안타, 타율 0.357, 1홈런, 6타점
- 김광현, 데뷔 첫 세이브

4차전 선발 투수로 SK는 게리 글로버가, 삼성은 장원삼이 각각 등판하였다.
양팀은 3회까지 선발 투수가 호투하며 무실점으로 방어하였다. 하지만 SK는 4회초 정근우의 중견수 앞 안타, 이호준의 좌익수 앞 안타, 박재홍의 볼넷으로 맞이한 1사 만루 상황에서 박경완의 밀어내기 볼넷으로 선취점을 뽑아낸 후 다음 타자 박정권이 우월 2타점 2루타를 기록하며 3-0으로 앞서 나갔다. 이에 삼성은 장원삼을 내리고 오승환, 권오준, 차우찬을 차례로 투입하였지만 6회초에 SK가 다시 최정의 힛바이 피치드볼과 대타 김재현의 땅볼로 만든 2사 3루 상황에서 박경완이 좌익수 앞 적시타를 기록, 다시 한 점을 추가하였다.
벼랑 끝에 몰린 삼성은 SK 불펜진 전병두, 정우람, 송은범, 이승호를 상대로 현재윤, 신명철, 채태인 등이 나오는 대타 작전을 쓰며 반격에 나섰지만 득점 기회 때마다 번번이 범타나 삼진으로 물러났다. 그러나 8회말 공격에서 이영욱의 볼넷, 현재윤의 내야 안타, 박한이의 볼넷 이후 2사 만루 상황에서 박석민이 힛바이 피치드 볼을 기록하며 밀어내기로 1점을 만회하였다. 9회말에는 박진만이 안타를 치고 나간 후 2사 상황에서 대타 강봉규가 좌익수 앞 적시타를 기록하며 4-2까지 따라 붙었다. 하지만 더 이상의 득점을 하지 못한 채 물러나면서 SK는 통산 세 번째 한국시리즈 우승을 차지하였다. SK는 4전 전승으로 우승하면서 삼성 라이온즈가 2005년 두산 베어스를 상대로 4전 전승으로 우승한 후 5년 만에 스윕 우승하는 기록을 세우면서 대만 프로 야구 우승팀 슝디 엘리펀츠 및 일본 프로 야구 우승팀 지바 롯데 마린스와 격돌을 벌이게 되었다. 한국시리즈 MVP로는 SK 박정권이 기자단 투표 71표 중 38표를 득표하며 선정되었다.

## 중계 일정

### TV 중계
| 일정      | 방송사  | 캐스터 | 해설위원 | TNMS 시청률    | TNMS 시청률  | AGB 시청률     | AGB 시청률   |
| 일정      | 방송사  | 캐스터 | 해설위원 | 대한민국(전국) | 서울(수도권) | 대한민국(전국) | 서울(수도권) |
| --------- | ------- | ------ | -------- | -------------- | ------------ | -------------- | ------------ |
| 10월 15일 | KBS2 HD | 표영준 | 이용철   | 12.0%          | 11.8%        | 13.3%          | 13.3%        |
| 10월 16일 | SBS HD  | 김정일 | 박노준   | 8.6%           | 9.0%         | 8.1%           | 9.1%         |
| 10월 18일 | MBC HD  | 한광섭 | 허구연   | 12.6%          | 12.8%        | 10.9%          | 11.6%        |
| 10월 19일 | KBS2 HD | 김현태 | 이용철   | 10.6%          | 10.9%        | 10.1%          | 10.0%        |

### 라디오 중계
- 전 경기 생중계
SBS 러브FM
캐스터: 박찬민 (1,3,4차전), 염용석(2차전)/해설: 정동진
대구MBC 표준FM
캐스터: 이동훈 (1,2차전), 서상국 (3,4차전)/해설: 홍승규
TBC 드림FM
캐스터: 김대진/해설: 이동수
KNN 라디오
캐스터: 현승훈/해설: 이성득
- 일부 경기 생중계
KBS 제2라디오: 1차전 (10월 15일), 4차전 (10월 19일)
1차전-캐스터: 김흥수/해설: 민훈기
4차전-캐스터: 이성민/해설: 민훈기
MBC 표준FM: 1차전 (10월 15일)
1차전-캐스터: 강재형/해설: 한만정
원음방송: 1,2차전 (10월 15,16일)
캐스터: 김세원/해설: 김형표 (1차전), 한만정 (2차전)